# 대한민국 헌법 제19조
대한민국 헌법 제19조는 양심의 자유를 규정한 대한민국 헌법의 조항이다.

## 참고조문
46조②국회의원은 국가이익을 우선하여 양심에 따라 직무를 행한다.

제103조 법관은 헌법과 법률에 의하여 그 양심에 따라 독립하여 심판한다.

## 내용
헌법 제19조에서 보장하는 양심의 자유에서 양심이란 널리 개인의 인격형성에 관계되는 내심에서의 가치적, 윤리적 판단은 물론 더 나아가 세계관, 인생관, 주의, 신념 등도 포함하는 것으로 이러한 양심의 자유의 내용으로는 양심의 형성, 및 결정의 자유, 양심유지의 자유, 양심실현의 자유 등이 있다.

## 같이 보기
- 대한민국 헌법 제2장
- 양심의 자유
- 양심적 병역거부
- 충성맹세
- 국기에 대한 맹세